# Teufelswelse
Die Teufelswelse (Bagarius) sind eine Fischgattung aus der Familie der Gebirgswelse (Sisoridae). Sie umfasst vier rezente Arten und eine fossile Art. Sie kommen vom Indus und dessen Zuflüssen bis zum Roten Fluss in Vietnam sowie in ganz Indochina bis Indonesien vor. Sie werden teilweise mit Netzen oder Angeln gefangen, das Fleisch gilt aber als sehr schnell verderblich.

## Merkmale
Teufelswelse erreichen Körperlängen von 25 Zentimetern bei Bagarius bagarius bis etwa zwei Metern bei Bagarius yarrelli. Ihr Kopf ist breit und mäßig bis stark abgeflacht. Sie weisen vier Barteln auf, von denen die nasalen sehr kurz sind. Das Paar am Oberkiefer weist eine versteifte Basis und eine gut entwickelte Membran auf und reicht bis zur Basis der Brustflossen. Am Unterkiefer sitzt das innere Paar weiter vorne und ist relativ weit vom äußeren Paar entfernt. Im Unterkiefer sitzen zwei oder drei Reihen zahlreicher, eng stehender konischer Zähne sowie eine oder zwei Reihen deutlich größerer, weit auseinanderstehender konischer Zähne. Am Gaumenbein sitzen keine Zähne. Die Kiemenöffnung ist weit und die Branchiostegalmembranen sind frei. Die Rückenflosse weist einen kräftigen Hartstrahl und sieben Weichstrahlen auf. Eine Fettflosse ohne Hartstrahl ist vorhanden. Die Brustflossen haben einen kräftigen, nur an der Rückseite gesägten Hartstrahl und neun bis vierzehn verzweigte Weichstrahlen. Die Bauchflossen haben sechs Strahlen. Die Afterflosse hat 13 bis 17 und die Schwanzflosse 17 primäre Strahlen. Teufelswelse weisen keinen Haftapparat am Bauch auf.

## Systematik
Die Gattung Bagarius umfasst vier rezente Arten sowie eine fossil bekannte Art. Die rezenten Arten wurden lange Zeit alle als konspezifisch angesehen. Die Gattung wird innerhalb der Gebirgswelse in die Unterfamilie der Sisorinae gestellt.
Rezente Arten:
- Bagarius bagarius
- Bagarius rutilus
- Bagarius suchus
- Bagarius yarrelli

Fossile Art:
- Bagarius gigas

## Belege
- Alfred W. Thomson, Lawrence M. Page: Genera of the Asian Catfish Families Sisoridae and Erethistidae (Teleostei: Siluriformes). In: Zootaxa. Band 1345, 2007, S. 1–628 (englisch, mapress.com [PDF]).